# 篠塚站

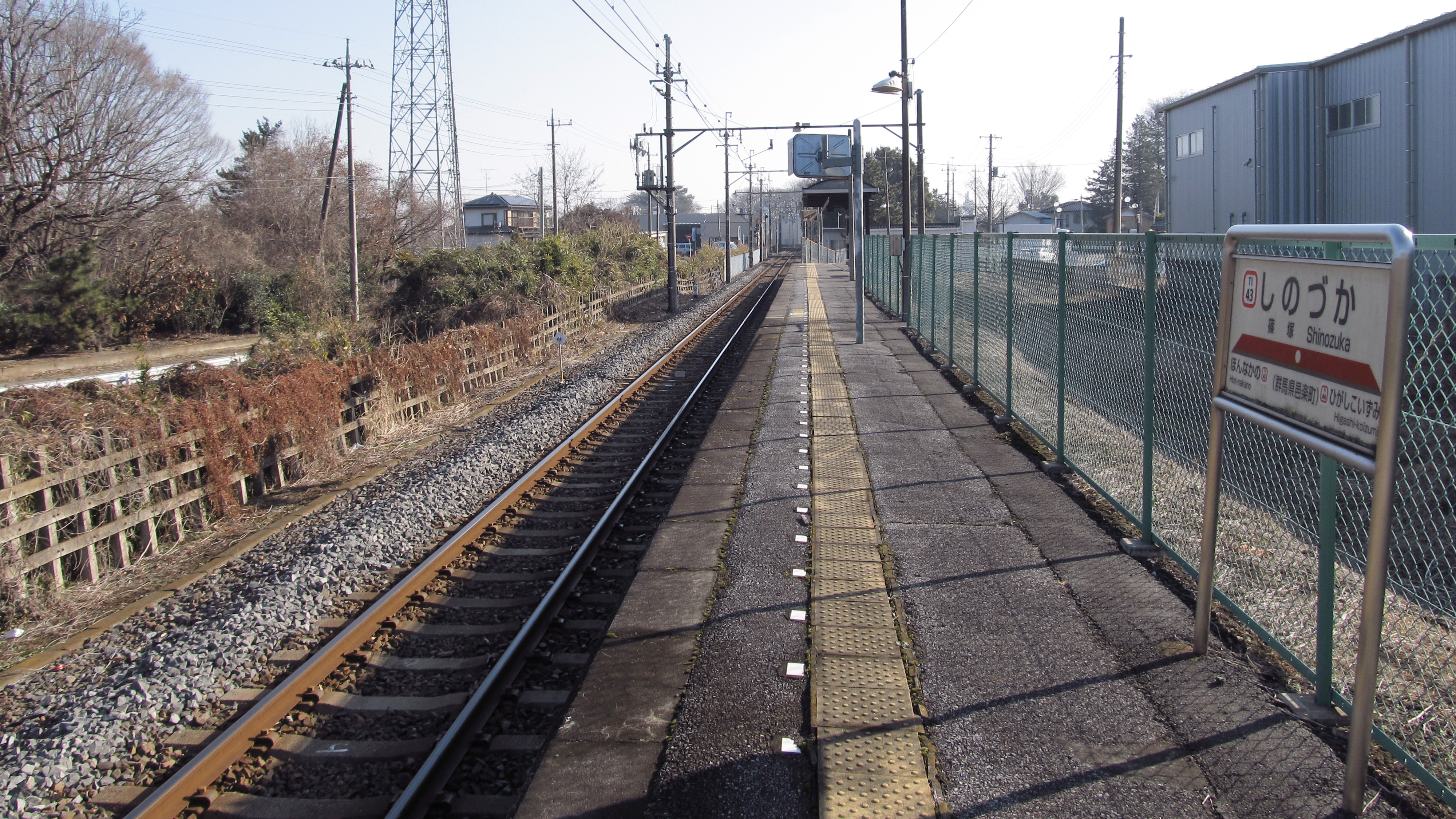
月台（2014年12月）

篠塚站（日语：／ Shinozuka eki */?）是日本群馬縣邑樂郡邑樂町大字篠塚的東武鐵道小泉線車站。車站編號TI 43。

## 年表
- 1917年（大正6年）3月12日 - 開業。
- 1970年（昭和45年） - 貨物業務廢除。
- 1980年（昭和55年）8月 - 車站無人化，開始簡易委託。

## 車站構造
本站是側式月台1面1線地面車站。站房與月台在線路南側。開業當時的木造站房已在2006年拆除。

## 使用情況
2016年度1日平均上下車人次為227人。
近年1日平均上下車人次變化如下表｡
| 年度               | 1日平均上下車人次 |
| ------------------ | ----------------- |
| 2003年（平成15年） | 217               |
| 2004年（平成16年） | 193               |
| 2005年（平成17年） | 202               |
| 2006年（平成18年） | 184               |
| 2007年（平成19年） | 196               |
| 2008年（平成20年） | 184               |
| 2009年（平成21年） | 173               |
| 2010年（平成22年） | 178               |
| 2011年（平成23年） | 196               |
| 2012年（平成24年） | 200               |
| 2013年（平成25年） | 200               |
| 2014年（平成26年） | 204               |
| 2015年（平成27年） | 208               |
| 2016年（平成28年） | 227               |

## 車站周邊
- 國道354號
- 群馬縣道152號赤岩足利線（日语：群馬県道152号赤岩足利線）

## 相鄰車站
東武鐵道
 小泉線
本中野（TI 42）－篠塚（TI 43）－東小泉（TI 44）

## 外部連結
- 篠塚（車站資訊） - 東武鐵道